# Creep (chanson de TLC)
Pour les articles homonymes, voir Creep.
Singles de TLC
Sleigh Ride
(1993) Red Light Special
(1995)
Creep est une chanson interprétée par le groupe féminin américain de RnB TLC, écrite, composée et produite par Dallas Austin. Sortie en single le 31 octobre 1994 aux États-Unis, elle est extraite de l'album CrazySexyCool.
Elle contient un échantillon de Hey Young World interprété par Slick Rick en 1989.
Premier titre du groupe à se classer no 1 dans le Billboard Hot 100 aux États-Unis, il connaît ensuite un succès international.
Creep est réédité en janvier 1996 sur un single où apparaît la version originale accompagnée de remixes.
La chanson traite de l'infidélité.

## Distinctions
Creep remporte le Billboard Music Award de la meilleure chanson R&B, le Grammy Award de la meilleure prestation vocale R&B par un duo ou un groupe et reçoit une nomination pour le Grammy Award de la meilleure chanson R&B,.
En 2017, le magazine américain Billboard place Creep au 2e rang des 100 plus grandes chansons de tous les temps de groupes féminins, derrière Be My Baby des Ronettes.

## Clip
Le clip vidéo est réalisé par Matthew Rolston (en).

## Classements hebdomadaires
| Classement (1994-1995)                 | Meilleure position |
| -------------------------------------- | ------------------ |
| Allemagne (GfK Entertainment)          | 39                 |
| Australie (ARIA)                       | 20                 |
| Belgique (Flandre Ultratop 50 Singles) | 45                 |
| Canada (RPM Top Singles)               | 41                 |
| États-Unis (Billboard Hot 100)         | 1                  |
| États-Unis (Hot R&B/Hip-Hop Songs)     | 1                  |
| France (SNEP)                          | 23                 |
| Irlande (IRMA)                         | 9                  |
| Nouvelle-Zélande (RMNZ)                | 4                  |
| Pays-Bas (Nederlandse Top 40)          | 27                 |
| Pays-Bas (Single Top 100)              | 19                 |
| Royaume-Uni (UK Singles Chart)         | 22                 |
| Suède (Sverigetopplistan)              | 56                 |
| Suisse (Schweizer Hitparade)           | 26                 |

| Classement (1996)              | Meilleure position |
| ------------------------------ | ------------------ |
| Australie (ARIA)               | 45                 |
| Écosse (OCC)                   | 17                 |
| Royaume-Uni (UK Singles Chart) | 6                  |

## Certifications
| Pays                    | Certification | Unités certifiées |
| ----------------------- | ------------- | ----------------- |
| Canada (Music Canada)   | Or            | 40 000            |
| États-Unis (RIAA)       | Platine       | 1 000 000         |
| Nouvelle-Zélande (RMNZ) | Or            | 5 000             |
| Royaume-Uni (BPI)       | Or            | 400 000           |